# Rauf Əliyev
Rauf Sehraman oğlu Əliyev [rauf alijev] (* 12. února 1989, Fuzuli, Ázerbájdžánská SSR, SSSR) je ázerbájdžánský fotbalový útočník a reprezentant, od roku 2015 působí v A-týmu klubu Inter Baku.
Za rok 2011 se stal ázerbájdžánským fotbalistou roku.

## Klubová kariéra
- Qarabağ FK 2006–2013; 131 záp. (24 gólů)
- FK Baku 2013–2014; 38 (11)
- FK Xəzər Lənkəran 2014–2015; 12 (3)
- Neftçi Baku 2015; 11 (1)
- Inter Baku 2015–dosud; 21 (11)

## Reprezentační kariéra
Rauf Əliyev má za sebou starty za mládežnické výběry Ázerbájdžánu v kategoriích U17, U19 a U21.
V A-mužstvu Ázerbájdžánu debutoval 25. 2. 2010 v přátelském zápase v Ammánu proti reprezentaci Jordánska (výhra 2:0).